# 다니엘레 카펠리
다니엘레 카펠리(이탈리아어: Daniele Capelli, 1986년 6월 20일 ~ )는 이탈리아의 전 축구 선수이다.